# Étienne-Maurice Falconet

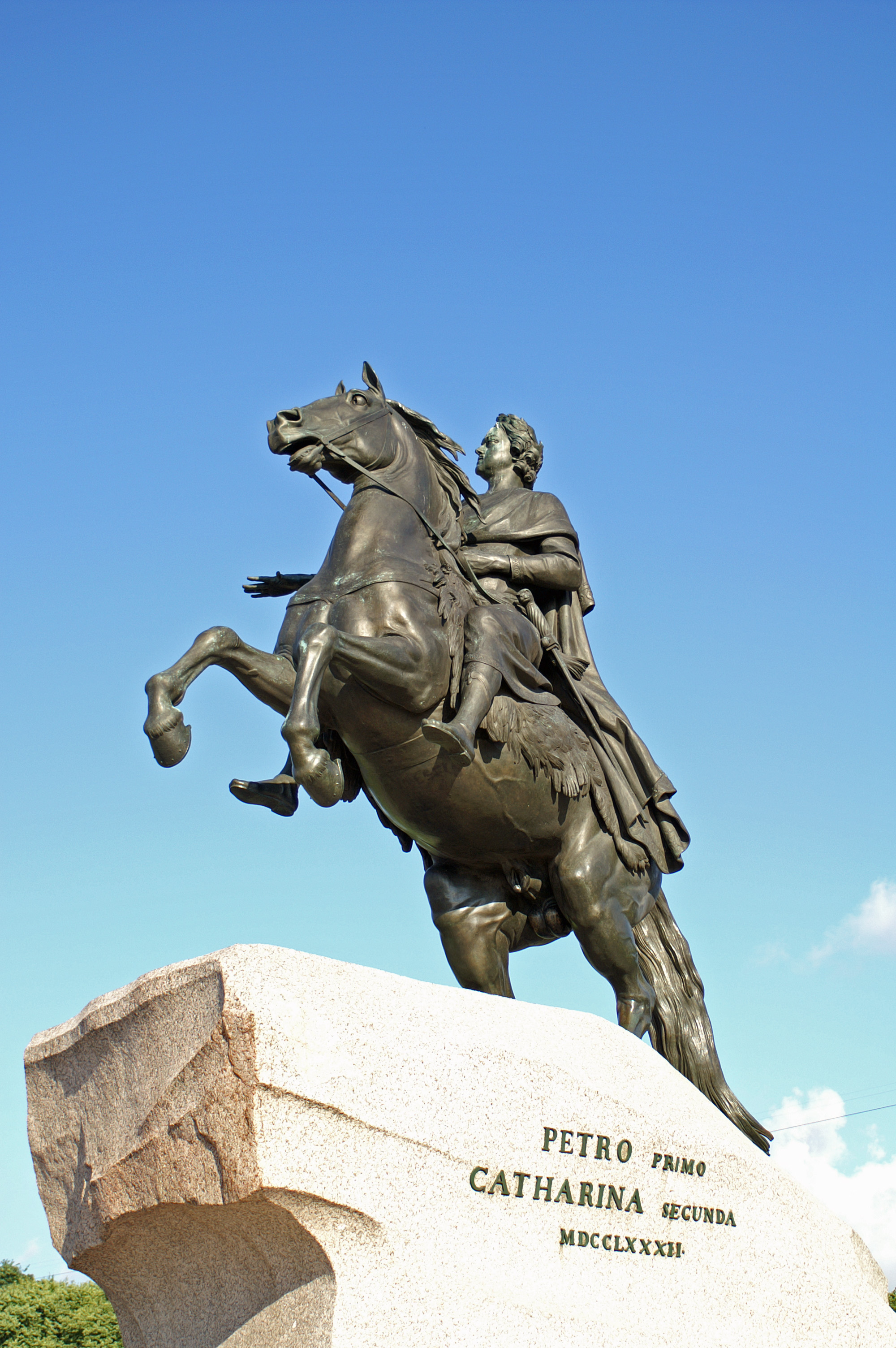
Der eherne Reiter in Sankt Petersburg

Étienne-Maurice Falconet (* 1. Dezember 1716 in Paris; † 24. Januar 1791 in Paris) war ein französischer Bildhauer.

## Leben
Der aus ärmlichen Verhältnissen stammende Etienne-Maurice Falconet wurde in Paris unter Jean-Baptiste Lemoyne ausgebildet und 1739 durch eine Statue des Milon von Kroton (Bild 1) zuerst bekannt.
L’amour menaçant, der „drohende Amor“ (Bild 3, 5), wurde Falconets erster großer Salonerfolg. Er präsentierte ihn 1755 als Gipsmodell, später 1757 neben La Baigneuse als Marmorstatue der Öffentlichkeit – beide Figuren sollten europaweit berühmt werden. Bereits der Gipsentwurf des Amor hatte nicht nur die Begeisterung der Kritiker, sondern auch die der Madame de Pompadour geweckt, die ihn 1755, gleich am ersten Tag der Ausstellung, für ihre Pariser Wohnung in Auftrag gab. Kopien wurden ebenso u. a. an Katharina II. von Russland verkauft.

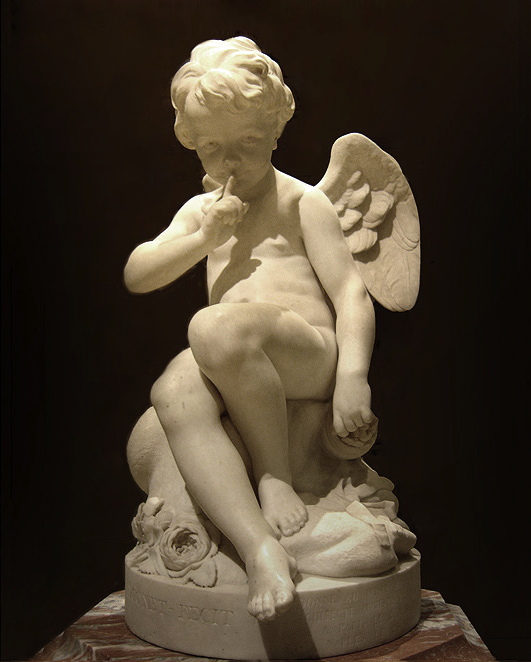
L’Amour menaçant, Louvre

Am 5. Juli 1757, wenige Wochen nachdem er seinen ersten durchschlagenden Erfolg im Salon de mai hatte feiern können, trat Falconet den Posten des Künstlerischen Leiters des Skulpturenateliers der Porzellanmanufaktur von Sèvres an. Erst seit 1754 Mitglied der Akademie, hatte er zuvor zwar bereits Aufmerksamkeit erregen, seinen Status als künstlerische Größe jedoch noch nicht etablieren können. Die Tätigkeit in Sèvres sollte dem dreifachen Familienvater allerdings nicht nur zu finanzieller Sicherheit, sondern auch zu internationaler Berühmtheit verhelfen. Er blieb 9 Jahre für Sèvres tätig, schuf in dieser Zeit jedoch weiterhin auch großformatige Skulpturen für öffentliche Plätze, Kirchen und Paläste. Einige dieser Skulpturen wurden in kleinerem Maßstab auch in Porzellan realisiert, wie z. B. La Baigneuse, Pygmalion et Galatée oder L’amour menaçant.

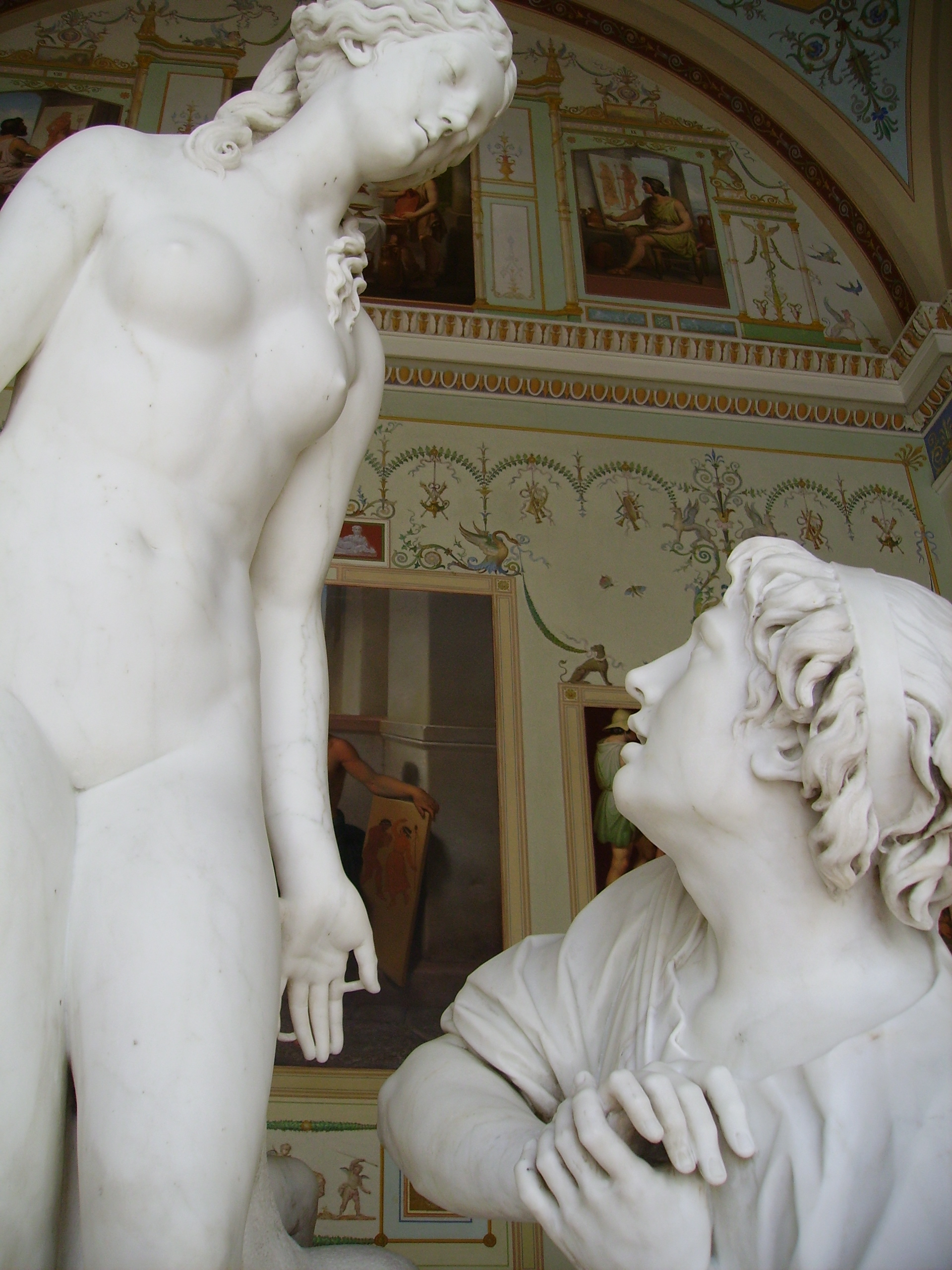
Pygmalion & Galatée. Eremitage, St. Petersburg

1766 folgte er dem Ruf an den Hof von Katharina II. von Russland nach Sankt Petersburg. Dort führte er sein Hauptwerk, die kolossale, kühn und energisch komponierte Reiterstatue von Peter der Große in Erz aus, mit Marie-Anne Collot.
Nachdem er 1778 nach Paris zurückgekehrt war, wurde er Direktor der Maler- und Bildhauerakademie. In den letzten Jahren seines Lebens beschäftigte er sich meist mit literarischen Arbeiten. Falconet starb am 24. Januar 1791 im Alter von 74 Jahren in Paris. Sein Sohn war der Künstler Pierre-Étienne Falconet (1741–1791).

## Nachgeschichte
Falconets Skulptur Herzensfreundschaft stahl Hermann Göring aus der Pariser Sammlung Rothschild für sein Jagdschloss Carinhall.

## Literarische Werke
- Réflexions sur la sculpture, Paris 1768
- Observations sur la statue de Marc Aurèle, Paris 1771
- Œuvres llttéraires, Paris 1781–1782 und 1787